# Прарајер (Долина Аосте)
Прарајер је насеље у Италији у округу Долина Аосте, региону Долина Аосте.
Према процени из 2011. у насељу је живело 81 становника. Насеље се налази на надморској висини од 541 м.